# Norma (matematica)
In algebra lineare, analisi funzionale e aree correlate della matematica, una norma è una funzione che associa ad ogni vettore di uno spazio vettoriale un numero reale non negativo e soddisfa alcune proprietà di compatibilità con la struttura di spazio vettoriale. Ciò che una funzione norma si propone di fare è fornire una nozione di "lunghezza" dei vettori dello spazio vettoriale considerato. Quindi le proprietà di compatibilità con la struttura di spazio vettoriale cercano di cogliere alcune proprietà che si ritengono intuitive nell'idea di "lunghezza" quando si opera l'addizione di vettori o la moltiplicazione di un vettore per uno scalare.

## Definizione
Una norma su uno spazio vettoriale reale o complesso {\displaystyle X} è una funzione:
{\displaystyle {\begin{aligned}\|\cdot \|\colon X&\to \mathbb {R} ,\\x&\mapsto \|x\|,\end{aligned}}}
che verifica le seguenti condizioni:
- {\displaystyle \|x\|\geq 0,} per ogni {\displaystyle x\in X;}
- {\displaystyle \|x\|=0} se e solo se {\displaystyle x=0;}
- {\displaystyle \|\lambda x\|=|\lambda |\|x\|,} per ogni scalare {\displaystyle \lambda } (omogeneità);
- {\displaystyle \|x+y\|\leq \|x\|+\|y\|,} per ogni {\displaystyle x,y\in X} (disuguaglianza triangolare).

La coppia {\displaystyle (X,\left\|\cdot \right\|)} costituisce uno spazio normato. 
Una funzione che verifichi tutte le condizioni ma non la seconda viene chiamata seminorma: la seminorma assegna la lunghezza zero anche ad un vettore diverso da zero. Una delle due implicazioni della seconda condizione (in particolare {\displaystyle \|0\|=0}) è comunque automatica dalla terza condizione e dalle proprietà di uno spazio vettoriale. Ogni spazio vettoriale {\displaystyle V} con una seminorma {\displaystyle p(v)} induce uno spazio normato {\displaystyle V/W}, detto spazio vettoriale quoziente, in cui il sottospazio {\displaystyle W} di {\displaystyle V} è l'insieme di tutti i vettori {\displaystyle w\in V} tali che {\displaystyle p(w)=0}. La norma indotta su {\displaystyle V/W} è ben definita, ed è data da {\displaystyle p(W+v)=p(v)}.

## Esempi

Norme diverse nel piano possono essere visualizzate disegnando la sfera unitaria.

### Spazi a dimensione finita
Sono norme di {\displaystyle \mathbb {R} ^{n}} e di {\displaystyle \mathbb {C} ^{n}} le funzioni:
{\displaystyle \left\|\mathbf {x} \right\|_{p}:=\left(\sum _{i=1}^{n}|x_{i}|^{p}\right)^{\frac {1}{p}},}
con {\displaystyle p\in [1,+\infty )}. In dimensione  {\displaystyle n=1} tutte queste norme coincidono col valore assoluto. Per {\displaystyle p\in (0,1)} non è rispettata la disuguaglianza triangolare quindi essa non potrà essere una norma.
La norma 1 è banalmente la somma dei valori assoluti dei componenti, solitamente indicato secondo la contrazione tensoriale con: {\displaystyle |x|:=\sum _{i=1}^{n}|x_{i}|}, indicando esplicitamente come questa generalizzi il valore assoluto al caso vettoriale.
L'esempio più noto è invece la norma 2 (tanto che il 2 viene solitamente omesso), detta anche norma euclidea, che nello spazio euclideo {\displaystyle n}-dimensionale {\displaystyle \mathbb {R} ^{n}} diventa:
{\displaystyle \left\|\mathbf {x} \right\|:={\sqrt {\sum _{i=1}^{n}x_{i}^{2}}}.}
La norma {\displaystyle \infty } è (impiegando la nozione di limite di una funzione) il massimo dei valori delle componenti in valore assoluto:
{\displaystyle \left\|\mathbf {x} \right\|_{\infty }:=\max _{i}|x_{i}|.}

### Spazi a dimensione infinita
Per ogni sottoinsieme compatto {\displaystyle K} di {\displaystyle \mathbb {R} ^{n}} si consideri lo spazio vettoriale {\displaystyle C(K,\mathbb {R} )} delle funzioni continue a valori reali. Si definiscono allora le Lp (1<p<∞) seminorme:
{\displaystyle \psi \mapsto \left\|\psi \right\|_{L^{p}}:=\left(\int _{K}\left|\psi (x)\right|^{p}dx\right)^{1/p}.}
Fissato {\displaystyle A} insieme arbitrario, la stessa funzione definisce una norma sullo spazio vettoriale delle funzioni limitate a valori in {\displaystyle {\mathbb {R} }}.
La norma uniforme, in analogia col caso di spazi a dimensione finita, è:
{\displaystyle f\mapsto \left\|f\right\|_{\infty }:=\sup _{x\in K}|f(x)|.}
Nello spazio vettoriale delle funzioni a quadrato sommabili {\displaystyle L^{2}} si definisce la seminorma euclidea:
{\displaystyle \psi \mapsto \left\|\psi \right\|_{L^{2}}:=\left(\int _{K}\left|\psi (x)\right|^{2}dx\right)^{1/2}.}

### Prodotto scalare, distanza
In generale, ogni prodotto scalare definito positivo induce una norma:
{\displaystyle \|x\|:={\sqrt {\langle x,x\rangle }}.}
Se una distanza definita in uno spazio vettoriale soddisfa le proprietà:
{\displaystyle d(x,y)=d(x+a,y+a)} (invarianza per traslazioni),
{\displaystyle d(\alpha x,\alpha y)=|\alpha |d(x,y)} (omogeneità),
allora la funzione:
{\displaystyle \|x\|:=d(x,0)}
è una norma.

## Proprietà
- Ogni (semi)norma è una funzione sublineare (ma non vale il viceversa), da cui segue che ogni norma è una funzione convessa.
- La non negatività si potrebbe anche ricavare come conseguenza delle sue proprietà: infatti la proprietà di omogeneità implica che:

{\displaystyle \|{\vec {0}}\|=\|0\cdot {\vec {0}}\|=0\|{\vec {0}}\|=0}
e quindi con la disuguaglianza triangolare si ottiene:
{\displaystyle 0=\|{\vec {0}}\|=\|x-x\|\leq \|x\|+\|-x\|=\|x\|+\|x\|=2\|x\|}
per ogni {\displaystyle x\in X.}
- Disuguaglianza triangolare inversa:

Per ogni {\displaystyle x,y\in X}:
{\displaystyle {\big |}\|x\|-\|y\|{\big |}\leq \|x-y\|}
Infatti
{\displaystyle \|x\|=\|x-y+y\|\leq \|x-y\|+\|y\|,}
da cui
{\displaystyle \|x\|-\|y\|\leq \|x-y\|}
e analogamente:
{\displaystyle \|y\|-\|x\|\leq \|y-x\|=\|x-y\|.}

## Struttura topologica
La norma induce una metrica tramite:
{\displaystyle d(x,y):=\|x-y\|} ({\displaystyle x,y\in X})
e quindi una topologia, definendo come intorno di {\displaystyle x\in X} ogni insieme che contenga una palla:
{\displaystyle B_{r}(x):=\{y\in X:\|x-y\|<r\},} per un {\displaystyle r>0.}
La disuguaglianza triangolare inversa implica che la funzione norma è continua rispetto alla topologia che essa stessa induce.

### Norme equivalenti
Due norme {\displaystyle \|\cdot \|_{1}} e {\displaystyle \|\cdot \|_{2}} definite su uno stesso spazio vettoriale {\displaystyle V} sono equivalenti se esistono due costanti {\displaystyle c} e {\displaystyle C} strettamente positive tali che:
{\displaystyle c\|x\|_{1}\leq \|x\|_{2}\leq C\|x\|_{1},}
per ogni elemento {\displaystyle x} di {\displaystyle V}. Due norme equivalenti definiscono la stessa struttura topologica.
Ad esempio, moltiplicando una norma per una costante fissata positiva, si ottiene una norma equivalente alla precedente.

#### Dimensione finita
Tutte le norme definibili su uno spazio vettoriale {\displaystyle V} di dimensione finita {\displaystyle n} sono equivalenti. In particolare, lo sono le norme {\displaystyle p} e {\displaystyle \infty } descritte sopra.
Tutte le norme definibili su {\displaystyle V} inducono quindi la stessa topologia, equivalente alla topologia standard euclidea di {\displaystyle \mathbb {R} ^{n}}.

#### Dimensione infinita
In dimensione infinita esistono molti esempi di norme non equivalenti. Si prendano come esempi gli spazi {\displaystyle C(\mathbb {K} ),L^{p}(\mathbb {K} )} definiti precedentemente. Allora nessuna coppia di norme è equivalente ad un'altra.